# Melanit

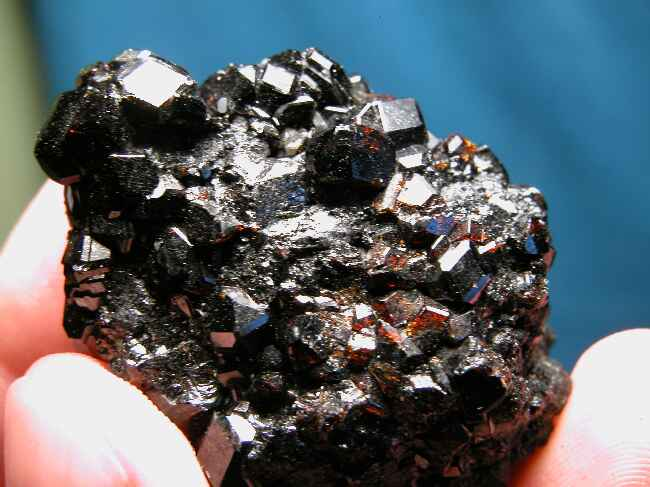
Granat – melanit z Kazachstanu

Melanit (nazwa pochodzi od greckiego słowa melanos – czarny) – kamień szlachetny, gemmologiczna odmiana andradytu (granatu).

## Charakterystyka

### Właściwości
Tworzy izomeryczne kryształy w postaci dwunastościanu rombowego lub dwudziestoczterościanu deltoidowego bądź wzajemnych kombinacji. Często występuje w postaci skupień zbitych, ziarnistych i naskorupień. Zawiera do 5% tlenku tytanu.

### Występowanie
Melanit występuje zazwyczaj w alkalicznych skałach magmowych, najczęściej w syenitach nefelinowych i niektórych lawach. Jest minerałem bardzo rzadkim. Towarzyszą mu najczęściej perowskit, klinochlor, epidot, magnetyt, tytanit, diopsyd, egiryn oraz prehnit.
Miejsca występowania: pochodzi z Włoch – Frascati k. Rzymu, w lawach Wezuwiusza, na Elbie, Norwegia – Arendal, Niemcy – Kaisersthl, Reiden, Eifel, Francja, USA, Kanada, Kazachstan.

### Zastosowanie
Melanit jest poszukiwanym kamieniem kolekcjonerskim.
Ze względu na kolor w jubilerstwie był używany do wyrobu biżuterii żałobnej. Z powodu ciemnej lub czarnej barwy zwany jest niekiedy „czarnym granatem”. Materiał o wartości gemmologicznej jest pozyskiwany głównie we Włoszech i Francji.